# El Pi del Balç
El Pi del Balç és una muntanya de 114 metres que es troba al municipi del Papiol, a la comarca del Baix Llobregat.